# کونان-کو، یوکوهاما
کونان-کو (به لاتین: Kōnan-ku) یک منطقهٔ مسکونی در ژاپن است که در یوکوهاما واقع شده‌است. کونان-کو ۱۹٫۸۷ کیلومتر مربع مساحت و ۲۲۱٬۵۳۶ نفر جمعیت دارد.